# Euptychodera
Euptychodera is een geslacht van wantsen uit de familie van de Scutelleridae (Pantserwantsen). Het geslacht werd voor het eerst wetenschappelijk beschreven door Ernst Evald Bergroth in 1908.

## Soorten
Het genus is monotypisch en bevat alleen de volgende soort:

- Euptychodera corrugata (Van Duzee, 1904)